# Åke Tell
Åke Vilhelm Tell, född 26 april 1926 i Stockholm, död 13 maj 2003 i Täby, var en svensk inredningsarkitekt.
Tell utexaminerades från Högre konstindustriella skolan i Stockholm 1952. Han var anställd hos Carl-Axel Acking och Sven Hesselgren, hos Lars-Erik Lallerstedt, hos Sven Kai-Larsen och bedrev därefter egen verksamhet, tillsammans med Tore Darelius, genom Darelius & Tell AB. Han utförde inredningar för hotell, sjukhus, skolor, kyrkorum, kontor samt för regeringskansliet Rosenbad i Stockholm. Tell är begravd på Täby norra begravningsplats.